# Doris Yankelewitz Berger
Doris Yankelewitz Berger (San José, 7 de mayo de 1934 - 18 de mayo de 2016) fue una artista plástica, promotora cultural y política costarricense, primera dama de Costa Rica entre 1982 y 1986 durante el gobierno de su exesposo, el expresidente Luis Alberto Monge.

## Biografía
Hija de Jorge Yankelewitz y Rosa Berger, de origen judío, egresó de secundaria del Colegio Metodista y se licenció en Artes Plásticas en la Universidad de Costa Rica. Activista dentro del Partido Liberación Nacional, presidió su rama femenina, la Organización de Mujeres Liberacionistas. 
Durante su gestión como primera dama trabajó en el combate contra la drogadicción juvenil, siendo patrocinadora de los Hogares CREA. También apoyó a instituciones de bien social como la Cruz Roja, el Hospital San Juan de Dios y otras. También apoyó las artes y la música. En 1988 se divorció de Luis Alberto Monge.

## Fallecimiento
Falleció en San José, el 18 de mayo de 2016 a los 82 años de edad.